# Eygalayes
Eygalayes település Franciaországban, Drôme megyében. Lakosainak száma 90 fő (2022. január 1.). Eygalayes Les Omergues, Ballons, Izon-la-Bruisse, Lachau, Montfroc, Séderon és Vers-sur-Méouge községekkel határos.

## Népesség
A település népességének változása:
| Lakosok száma | 106  | 80   | 76   | 71   | 61   | 76   | 86   | 91   | 90   | 90   |
|               | 1968 | 1982 | 1990 | 2006 | 2013 | 2015 | 2017 | 2019 | 2020 | 2022 |